# 赫波亞爾維湖
60°10′30″N 30°35′0″E / 60.17500°N 30.58333°E

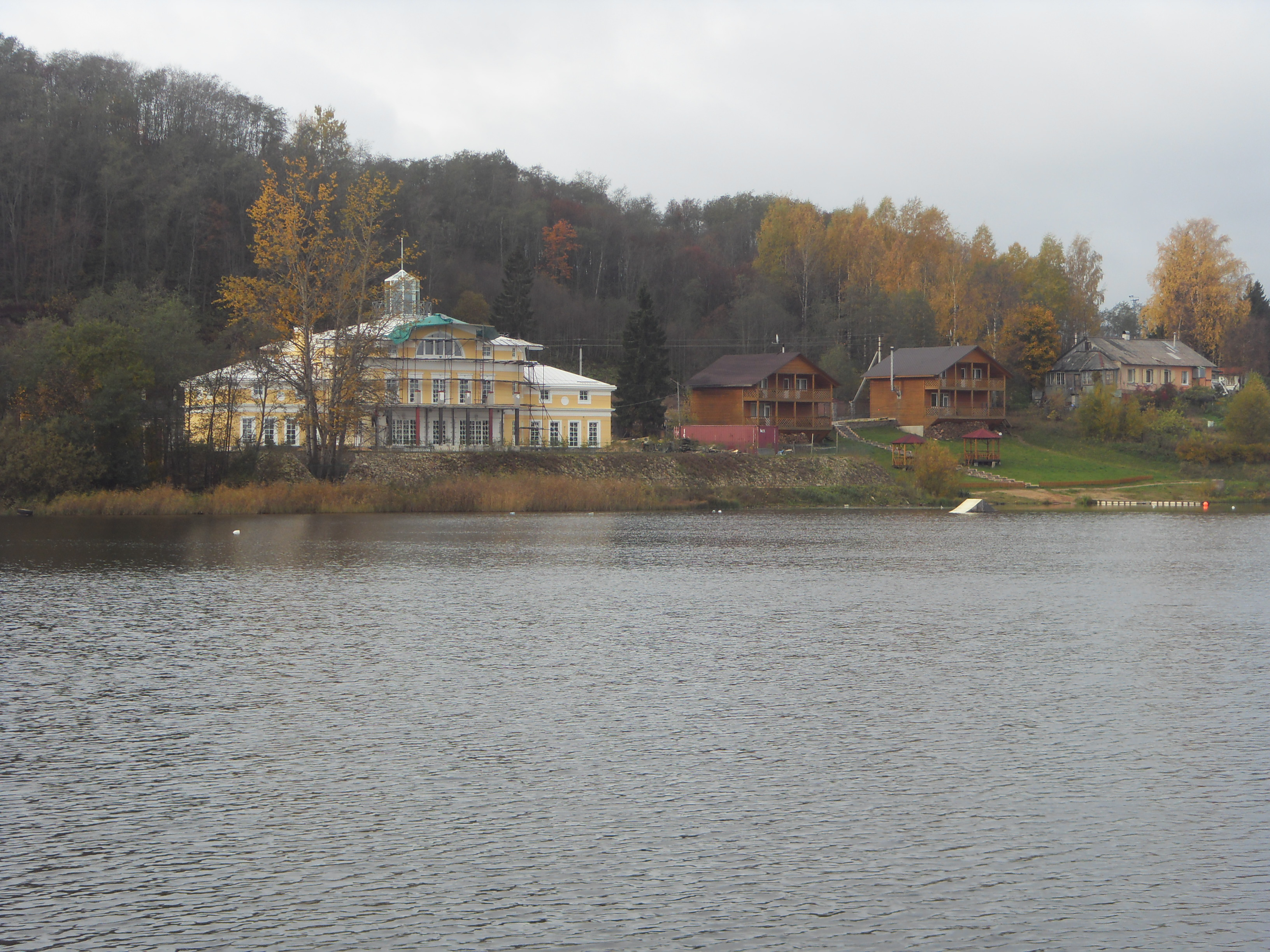

赫波亞爾維湖（俄语：Хепоярви），是俄羅斯的湖泊，位於該國西北部，由列寧格勒州負責管轄，長4公里、寬2公里，面積4.2平方公里，海拔高度60米，平均水深4.1米，最大水深12.5米。